# Sarah Mouhamou
Sarah Mouhamou (Geel, 24 juli 1995) is een Belgische televisiepresentatrice en zangeres. Ze was tijdlang wrapster bij Ketnet, de jongerenzender van VRT.
In maart 2014 werd bekendgemaakt dat Mouhamou de nieuwe Ketnet-wrapster werd. Dat gebeurde met een goocheltruc tijdens Het Gala van de Gouden K's. Sinds november 2015 is ze samen met Marijn Devalck ambassadrice van het Ketnet-Stambos. In 2019 was ze te zien in Instaverliefd.
Sinds het najaar van 2020 is ze presentatrice van een eigen programma, Sarah, waarin ze knutselt en zingt voor de jongste doelgroep van Ketnet, de kijkers van Ketnet Junior. In 2020 speelde ze de rol van Fie Valentijn in De grote slijmfilm. Tijdens het najaar van 2021 nam ze deel aan De Slimste Mens ter Wereld op Play4. 
Begin 2025 was ze te zien als reportagemaker in WinWin op VRT 1. In maart 2025 stopte ze als wrapster op Ketnet. Met de elf jaar dat ze het was, werd ze de wrapster met de langste staat van dienst tot dan toe. Na haar vertrek blijft ze voor Ketnet Junior nog werken aan programma's. Verder kreeg ze ook een gastrol in Familie op VTM als Mona.
Huidig (anno 2025):
Lee Arrendell · Thomas De Smet · Nona 't Jolle · Nidal van Rijn · Emma Vanthielen
Voormalig (1997–2024):
Jelle Cleymans (2002–2007) · Staf Coppens (1999–2004) · Karolien Debecker (2006–2009) · Veerle Deblauwe (2003–2006) · Sam De Bruyn (2009) · Niels Destadsbader (2009–2014) · Ianka Fleerackers (1998–2001) · Tom Gernaey (2006) · Sander Gillis (2012–2023) · An Jordens (1998–2005) · Melvin Klooster (2006–2012) · Heidi Lenaerts (2006–2007) · Friedl' Lesage (1997–1998) · Charlotte Leysen (2011–2019) · Véronique Leysen (2009–2013) · Kristien Maes (2007–2012) · Gloria Monserez (2020-2024) · Sarah Mouhamou (2014-2025) · Leonard Muylle (2012–2018) · Sven Ornelis (1997–1999) · Peter Pype (2004–2012) · Ben Roelants (2009) · Mark Tijsmans (1997–2002) · Héritier Tipo (2022–2024) · Thomas Van Achteren (2015–2022) · Katrien Van Deuren (1998–1999) · Peter Van de Veire (1997–2002) · Steven Van Herreweghe (1997–2002) · Kobe Van Herwegen (2006–2011) · Ilse Van Hoecke (1998–2004) · Gitte Van Hoyweghen (1997–2001) · Britt Van Marsenille (2004–2008) · Sofie Van Moll (2001–2007) · Erika Van Tielen (2003–2006) · Henk Vermeulen (1998–2004) · Aron Wade (1998–2003) · Sien Wynants (2012–2022)